# Cerkiew św. Mikołaja w Hucie Różanieckiej
Cerkiew św. Mikołaja w Hucie Różanieckiej – murowana filialna cerkiew greckokatolicka, znajdująca się w Hucie Różanieckiej.
Cerkiew zbudowana została w latach 1853/1854, w miejscu starszej, drewnianej cerkwi. Cerkiew należała parafii greckokatolickiej w Płazowie.
Została spalona wraz z drewnianą dzwonnicą przez Niemców 26 czerwca 1943.
Obok cerkwi znajduje się cmentarz greckokatolicki z krzyżami z XIX i początku XX wieku.

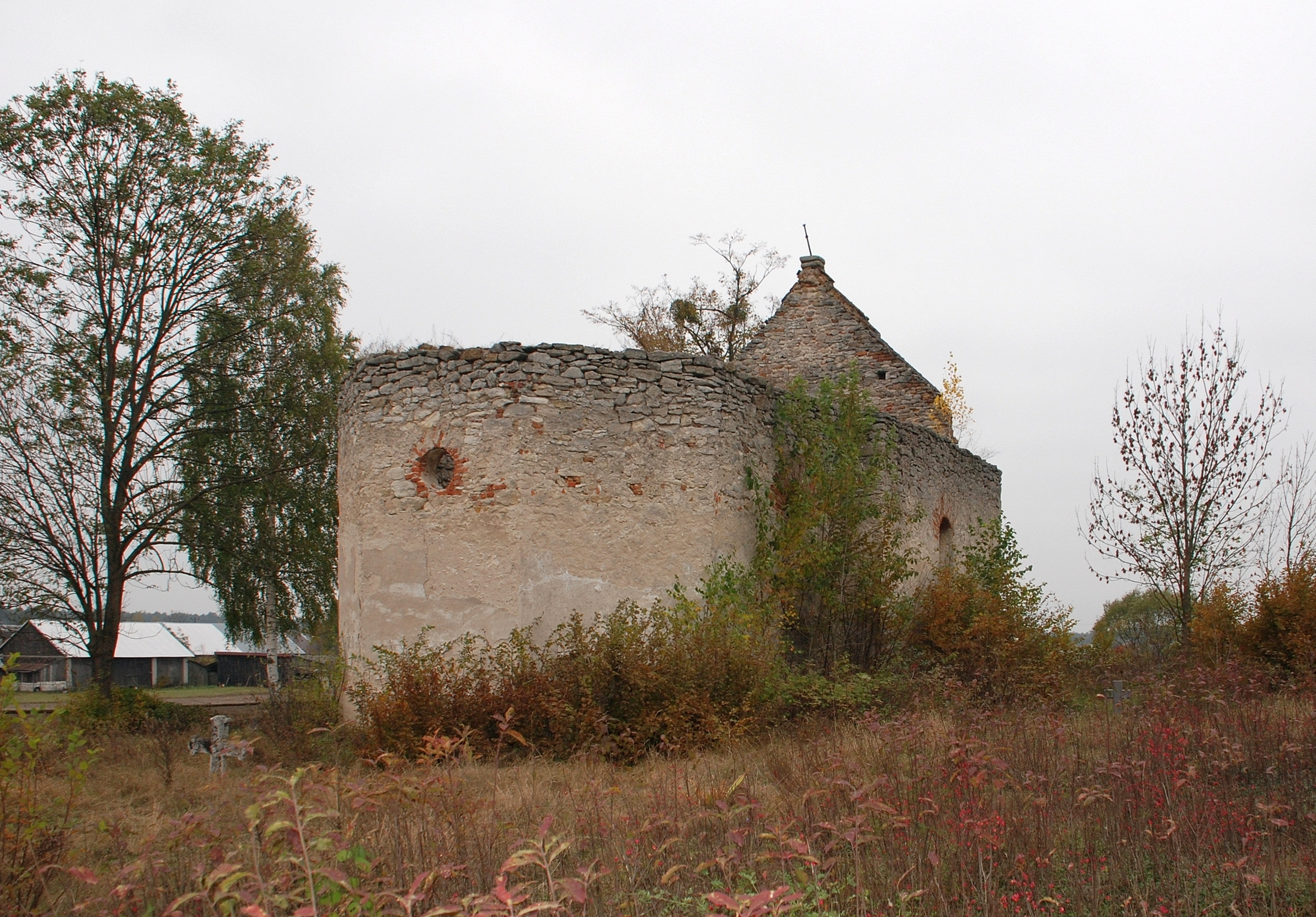
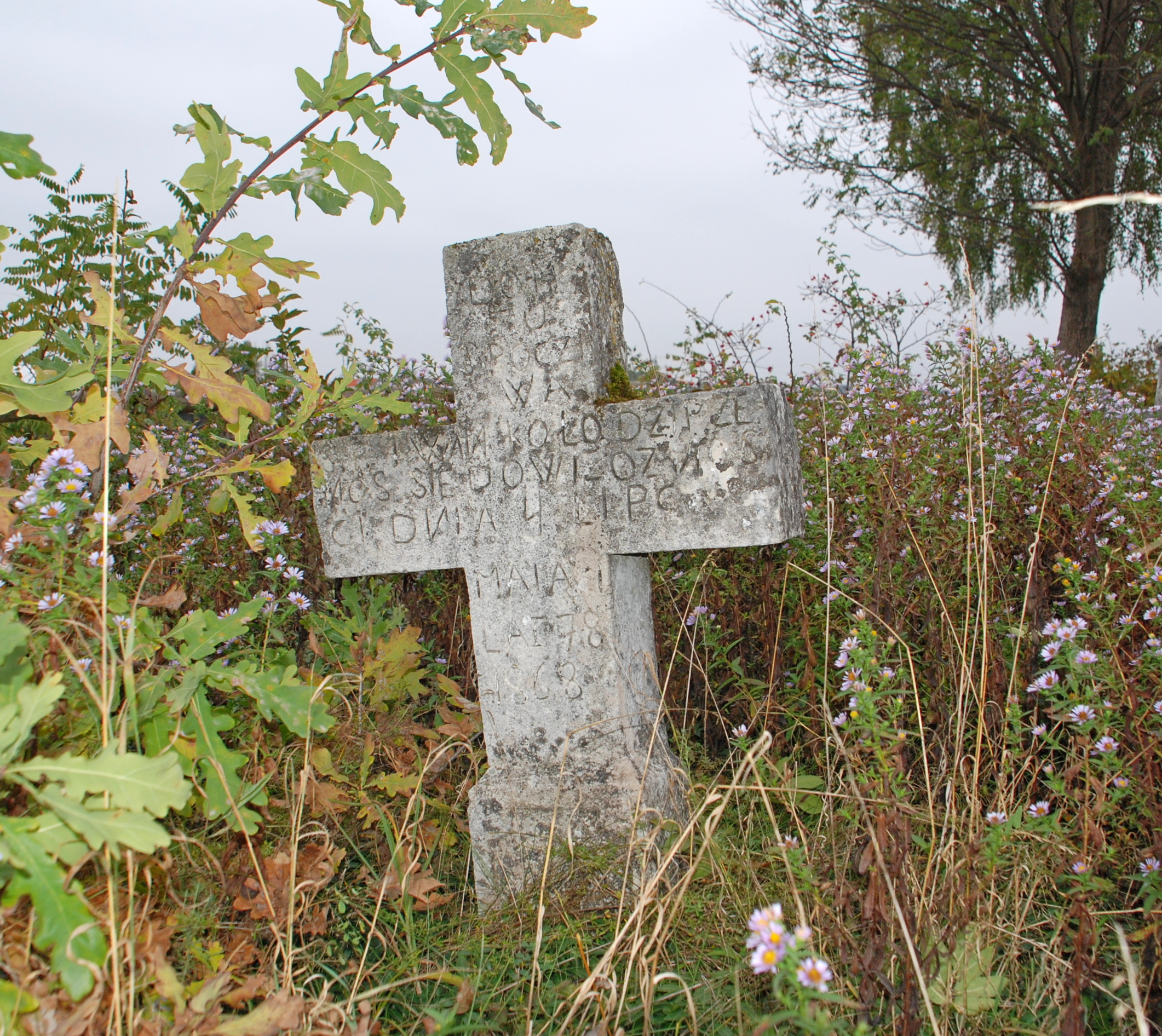
Krzyż bruśnieński na cmentarzu przycerkiewnym